# الاتحاد العربي للدراجات النارية
الاتحاد العربي للدراجات النارية هو منظمة عربية أعلن عن تأسيسها بتونس في 30 نوفمبر 2008، ويوجد مقره بالعاصمة التونسية

## تأسيسه
انعقدت الجمعية العمومية للاتحاد العربي للدراجات النارية بحضور تسع دول عربية هي تونس، السعودية، مصر، البحرين، فلسطين، الجزائر، المغرب، الكويت، السودان، وبتفويض من كل من الإمارات العربية المتحدة .
هذا و تجدر الإشارة إلى ان أول امين عام للاتحاد العربي الذي تم تعيينه على اثر تاسيس الاتحاد العربي السيد محمد الصالح الكراولي و هو أيضا مدير الجامعة التونسية للدراجات النارية و الانشطة التابعة توفي على اثر تاسيس الاتحاد العربي يوم 1 ديسمبر 2008 .
كما تجدر الإشارة إلى ان موظفي الجامعة التونسية للدراجات النارية هم من سهروا و حرصوا على نجاح مؤتمرات الاتحاد العربي للدراجات النارية و البطولات العربية و تربصات تكوين الحكام  ،

## نقل المقر
تم نقل مقر الاتحاد العربي للدراجات النارية من الجمهورية التونسية إلى دولة الكويت بقرار من الجمعية العمومية العادية التي انعقدت في 22 ديسمبر 2011 بدولة الكويت

## هيئته
جرت انتخابات جديدة في 15\02\2013 في مدينة باريس بفرنسا وتم انتخاب لجنة تنفيذية جديدة تتكون من:
- الشيخ أحمد داوود سلمان الصباح - رئيس النادي الكويتي الرياضي للسيارات والدراجات الآلية "رئيسا"
- السيد عبد الله العرايشي - رئيس الجامعة الملكية المغربية للدراجات النارية - "نائب رئيس"
- السيد هاشم علي شمعون - مدير الاتحاد السوداني للدراجات النارية - "نائب رئيس"
- السيد إبراهيم فريد - مدير الاتحاد المصري لرياضة السيارات والدراجات النارية - "عضو"
- السيد نجيب اللجمي - رئيس الجامعة التونسية للدراجات النارية والأنشطة التابعة - "عضو"
- السيد مسعود الجربي - رئيس الاتحاد الليبي للدراجات النارية - "عضو"
- السيد محمود جمال قهوجي - مسؤول النشاطات الرياضية بالنادي اللبناني للدراجات والسياحة - "عضو"

كما قررت اللجنة التنفيذية الجديدة تعيين السيد شكيب البراهمي كأمين عام، السيد يوسف عبد العزيز المحمود كأمين الصندوق والسيدة ريم الشرفي كأمين عام مساعد وعضو مكلف بالرياضة النسائية
تتركب اللجنة التنفيذية الأولى للاتحاد العربي للدراجات النارية من :
- المستشار مقبل شاكر : الرئيس الشرفي للإتحاد العربي و هو رئيس نادي السيارات و الرحلات المصري،
- السيد شكيب البراهمي : رئيسا، وهو رئيس الجامعة التونسية للدراجات النارية والأنشطة التابعة،
- السيد مشعل السديري : نائبا أول للرئيس،وهو رئيس الاتحاد العربي السعودي للسيارات والدراجات النارية،
- السيد عبد الله العرائشي :نائبا ثانيا للرئيس، وهو كاتب عام الجامعة الملكية المغربية للدراجات النارية،
- الشيخ أحمد داوود سلمان الصباح : عضوا، وهو رئيس النادي الكويتي الرياضي للسيارات والدراجات الآلية،
- السيد هاشم علي شمعون : عضوا، وهو مدير الاتحاد السوداني للسيارات والدراجات النارية،
- السيد عيسى العوضي: عضوا، وهو مدير نادي البحرين للدراجات النارية،
- السيد إبراهيم فريد: عضوا، وهو مدير الاتحاد المصري للدراجات النارية.
- السيد خالد محي الدين قدورة، عضوا عن دولة فلسطين، وهو رئيس الاتحاد الفلسطيني للسيارات والدراجات النارية،
- السيدة ريم البراهمي : عضوا مكلفا بالرياضة النسائية.

```
                    * سامي التارزي : أمين عام 
                    * ريم البراهمي : أمين عام مساعد 
                    * نجيب الوريمي : أمين الصندوق
```